# SGI Origin
Origin ist der Name einer Familie von Hochleistungsservern von Silicon Graphics (SGI) die mit MIPS R10000, R12000, R14000 und R16000 Prozessoren ausgestattet sind. Je nach Modell kann eine Origin bis zu 2048 Prozessoren haben. Als Betriebssystem wird IRIX eingesetzt.
Das erste Modell, die 1996 eingeführte Origin2000, war zugleich das erste ccNUMA-System von SGI. Es wurde 2000 von der Origin 3000 Linie abgelöst, deren wichtigste Neuerungen eine stärkere Modularisierung und die Ausbaubarkeit bis zu 2048 Prozessoren sind.
Die Origin-Line wurde seit 2003 von der Altix-Linie abgelöst, die bei gleicher Systemarchitektur mit Intel-Itanium-Prozessoren ausgestattet war. Altix-Systeme benutzten statt IRIX ein angepasstes Linux als Betriebssystem.
Wird ein System der Origin-Familie mit Grafik ausgestattet, wird diese als Onyx bezeichnet, wobei eine Onyx2 einer Origin2000 und eine Onyx 3000 einer Origin 3000 entspricht. Die Onyx (ohne Kennnummer, auch als "Onyx 1" bezeichnet) ist ein älteres, von der Challenge abgeleitetes System.

## Modellübersicht
| Modell           | Beschreibung |
| ---------------- | --- |
| Origin200        | Kleinste Origin der ersten Generation. Nutzt ein 4HE 19-Zoll-Gehäuse mit einem oder zwei Prozessoren. Zwei dieser Gehäuse können über NUMAlink gekoppelt werden. Die Grundgehäuse haben nur drei PCI und keine XIO Steckplätze. Werden solche benötigt, wird ein weiteres Gehäuse – genannt „GigaChannel“ – mit fünf XIO und vier 64bit PCI Steckplätzen angeschlossen. Die Origin200 unterstützt keine Grafik, hat jedoch PS/2 Maus- und Tastaturanschlüsse. |
| Origin2000       | Das Grundmodell der ersten Origin-Generation. Basiert auf Modulen mit je bis zu acht Prozessoren, die über NUMAlink verbunden werden. Jedes Modul hat zwölf XIO Erweiterungssteckplätze. Ein Einzelmodul kann als "Deskside" betrieben werden, ab zwei Modulen werden diese in einen oder mehrere 19-Zoll-Schränke eingebaut. Eine Onyx2 ist eine Origin2000 mit einem oder mehreren Grafikmodulen. |
| Origin 300       | Kleinste Origin der zweiten Generation. Nutzt ein 2HE 19-Zoll-Gehäuse mit zwei bis vier Prozessoren. Zwei Gehäuse können direkt über NUMAlink gekoppelt werden, oder bis zu acht mit Hilfe eines Router-Moduls. Verfügt über zwei PCI-64 Steckplätze. Über die NUMAlink Verbindung (oder indirekt über ein Router-Modul) kann ein PCI-Expansion Modul mit zwölf PCI-64-Steckplätzen angeschlossen werden. Kann mit einem InfiniteRealityGrafikmodul zu einer Onyx 300 aufgerüstet werden. |
| Origin 350       | Weiterentwicklung der Origin 300. Verfügt über einen zusätzlichen XIO-Steckplatz für Grafik- oder Videoerweiterungen. Verwendet PCI-X statt PCI-64. Kann mit einer InfinitePerformance Grafik zu einer Onyx 350 bzw. Tezro-Rack aufgerüstet werden. |
| Origin 3200      | Das Einstiegsmodell der modularen 3000er, bei denen Prozessoren und Ein-/Ausgabe in separaten Modulen montiert sind. Verwendet einen halbhohen 19-Zoll-Schrank für bis acht Prozessoren. die Prozessoren sind jeweils zu viert in C-Brick genannten Modulen untergebracht. Es wird kein Router-Modul verwendet, deshalb können nur zwei C-Bricks direkt gekoppelt werden. Die Ein-/Ausgabeeinheiten befinden sich in einem I-Brick genannten Modul. Unterstützt aus Platzgründen keine Grafik. |
| Origin 3400/3800 | Diese beiden Ausbaustufen verwenden die gleichen Module wie die Origin 3200. Sie verwenden 19-Zoll-Schränke voller Bauhöhe und unterscheiden sich nur in der Anzahl der verwendeten Module. Je nach Anzahl der verwendeten C-Bricks müssen entsprechend viele Router verwendet werden. Der Maximalausbau liegt bei 2048 Prozessoren, allerdings werden nur Modelle bis 512 Prozessoren in der Preisliste geführt. Die Origin 3400 bzw. 3800 kann zu einer Onyx 3X00 aufgerüstet werden, indem entweder ein G-Brick Modul mit einer InfiniteRealtiy Grafik oder ein V-Brick Modul mit einer InfinitePerformance Grafik eingebaut wird. |
| Origin 3900      | Durch die Einführung des neuen Cx-Brick-Moduls, das 16 Prozessoren und einen Router in nur 4HE integriert, konnte die Packungsdichte in der Origin 3900 entscheidend erhöht werden. Darüber hinaus wird es mit den Ix-Brick Modul möglich, PCI-X Steckkarten zu verwenden. Auch die 3900 ist bis 2048 Prozessoren ausbaubar. Die Origin 3900 kann wie die 3400/3800 zu einer Onyx 3900 erweitert werden. |